# Сян Яньмей
Сян Яньмей (кит.: 向艳梅, нар. 13 червня 1992, Хунань, Китай) — китайська важкоатлетка, олімпійська чемпіонка 2016 року, дворазова чемпіонка світу.

## Результати
| Рік              | Місце                    | Вага             | Ривок            | Ривок            | Ривок            | Ривок            | Поштовх          | Поштовх          | Поштовх          | Поштовх          | Загалом          | Місце            |
| Рік              | Місце                    | Вага             | 1                | 2                | 3                | Місце            | 1                | 2                | 3                | Місце            | Загалом          | Місце            |
| Олімпійські ігри | Олімпійські ігри         | Олімпійські ігри | Олімпійські ігри | Олімпійські ігри | Олімпійські ігри | Олімпійські ігри | Олімпійські ігри | Олімпійські ігри | Олімпійські ігри | Олімпійські ігри | Олімпійські ігри | Олімпійські ігри |
| ---------------- | ------------------------ | ---------------- | ---------------- | ---------------- | ---------------- | ---------------- | ---------------- | ---------------- | ---------------- | ---------------- | ---------------- | ---------------- |
| 2016             | Ріо-де-Жанейро, Бразилія | до 69 кг         | 113              | 116              | 118              | 1                | 142              | 145              | 147              | 1                | 261              | 1                |
| Чемпіонат світу  |                          |                  |                  |                  |                  |                  |                  |                  |                  |                  |                  |                  |
| 2015             | Х'юстон, США             | до 69 кг         | 117              | 120              | 123              | 1                | 143              | 148              | 148              | 1                | 263              | 1                |
| 2013             | Вроцлав, Польща          | до 69 кг         | 117              | 120              | 123              | 1                | 145              | 148              | 148              | 1                | 271              | 1                |
| 2011             | Париж, Франція           | до 69 кг         | 110              | 114              | 116              | 2                | 140              | 148              | 151              | 2                | 264              | 2                |